# Manta
Manta (Manta) je rod paryb z čeledi mantovitých (Myliobatidae). Zástupci tohoto rodu se vyznačují typickým rejnokovým tvarem těla a pohybem připomínající ptačí let.
V českém názvosloví se také jako manta označují druhy z rodu Mobula.

## Druhy
- manta obrovská Manta birostris (Donndorff. 1798) - synonymum: manta hamiltoni Manta hamiltoni Hamilton a Newman, 1849
- manta ehrenbergii Manta ehrenbergii Müller a Henle, 1841